# Chiconcuautla
Chiconcuautla es una localidad del estado mexicano de Puebla. Es cabecera del municipio de Chiconcuautla.

## Demografía
| Censo | Población |
| ----- | --------- |
| 1900  | 2111      |
| 1910  | 1733      |
| 1921  | 1749      |
| 1930  | 1569      |
| 1940  | 1665      |
| 1950  | 1868      |
| 1960  | 1743      |
| 1970  | 1959      |
| 1980  | 1688      |
| 1990  | 2084      |
| 1995  | 2435      |
| 2000  | 2440      |
| 2005  | 2739      |
| 2010  | 3332      |
| 2020  | 4075      |